# Batalla de El Salado (1869)
La Batalla de El Salado fue un hecho militar ocurrido cerca de la ciudad de Bayamo, en el Oriente de Cuba, durante los primeros días de enero de 1869, en la Guerra de los Diez Años (1868-1878), por la independencia de Cuba. El objetivo de la batalla, por parte de los cubanos, era evitar la reconquista de la ciudad de Bayamo por las tropas españolas del General Blas Villate. 

## Contexto histórico
En el marco del inicio de la Guerra de los Diez Años, las fuerzas independentistas cubanas lograron tomar la ciudad cubana de Bayamo el 20 de octubre de 1868. Los intentos españoles por recuperar la ciudad no se hicieron esperar, pero el ejército español fue derrotado en la Batalla de Pinos de Baire, el 26 de octubre. 
Hacia fines de diciembre de ese año, el General español Blas Villate, conde de Valmaseda, al mando de varios miles de efectivos con artillería se dispuso a retomar la ciudad rebelde. 
El 30 de diciembre, el líder independentista cubano Carlos Manuel de Céspedes recibió la noticia de las intenciones del conde de Valmaseda, por lo que ordenó a sus principales generales que defendieran todos los caminos y accesos a la región, uno de los cuales era el río Salado. 
El 5 de enero de 1869, el conde de Valmaseda partió con sus tropas de la ciudad de Las Tunas hacia su objetivo: Bayamo.

## Consecuencias
La derrota en esta batalla, significó para los cubanos la imposibilidad de defender Bayamo ante el muy superior ejército español, por lo cual, las tropas cubanas y la población civil tuvieron que abandonar la plaza, no sin antes incendiarla. 